# Елабужский медеплавильный завод
Елабужский медеплавильный завод — медеплавильный завод, действовавший с конца XVII века до 1735 года.

## История создания
Завод был расположен в 30 верстах на восток от города Елабуга, вблизи Уфимской дороги, на реке Тойма.
Завод был основан как Уфимский доменный завод  в конце XVII- начале XVIII века казной. Управляющими на заводе были полковник Лаврентий Нейтхарт, уполномоченный Берг-коллегии Александр Аристов. Завод как ветхий был передан в 1724 году Ивану Евсеевичу Небогатову, которому были переданы также и Илнинский завод, Саралинский медеплавильный завод, на последнем выплавлялась черновая медь. Новые владельцы завода переоборудовали в медеплавильный завод, на котором осуществлялась очистка черновой меди, производилась штыковая медь. В 1730-е годы завод подвергался нападению башкир.
В связи с остановкой в 1730 году Саралинского завода потребность в Елабужском передельном заводе отпала. Завод перестал действовать в 1735 году, остатки оборудования были поделены между компаньонами.